# Kurt Heynicke

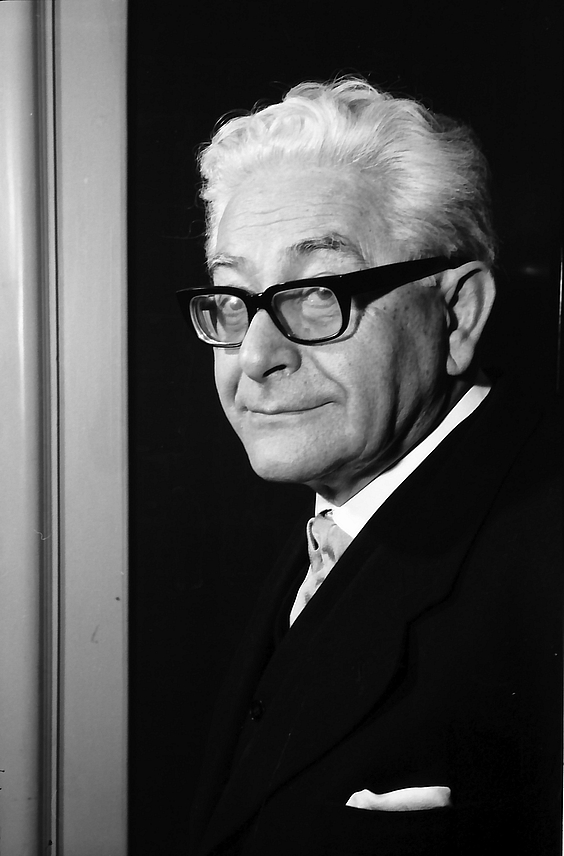
Kurt Heynicke (1968)

Kurt Heynicke (* 20. September 1891 in Liegnitz; † 18. März 1985 in Merzhausen) war ein deutscher Schriftsteller.

## Leben

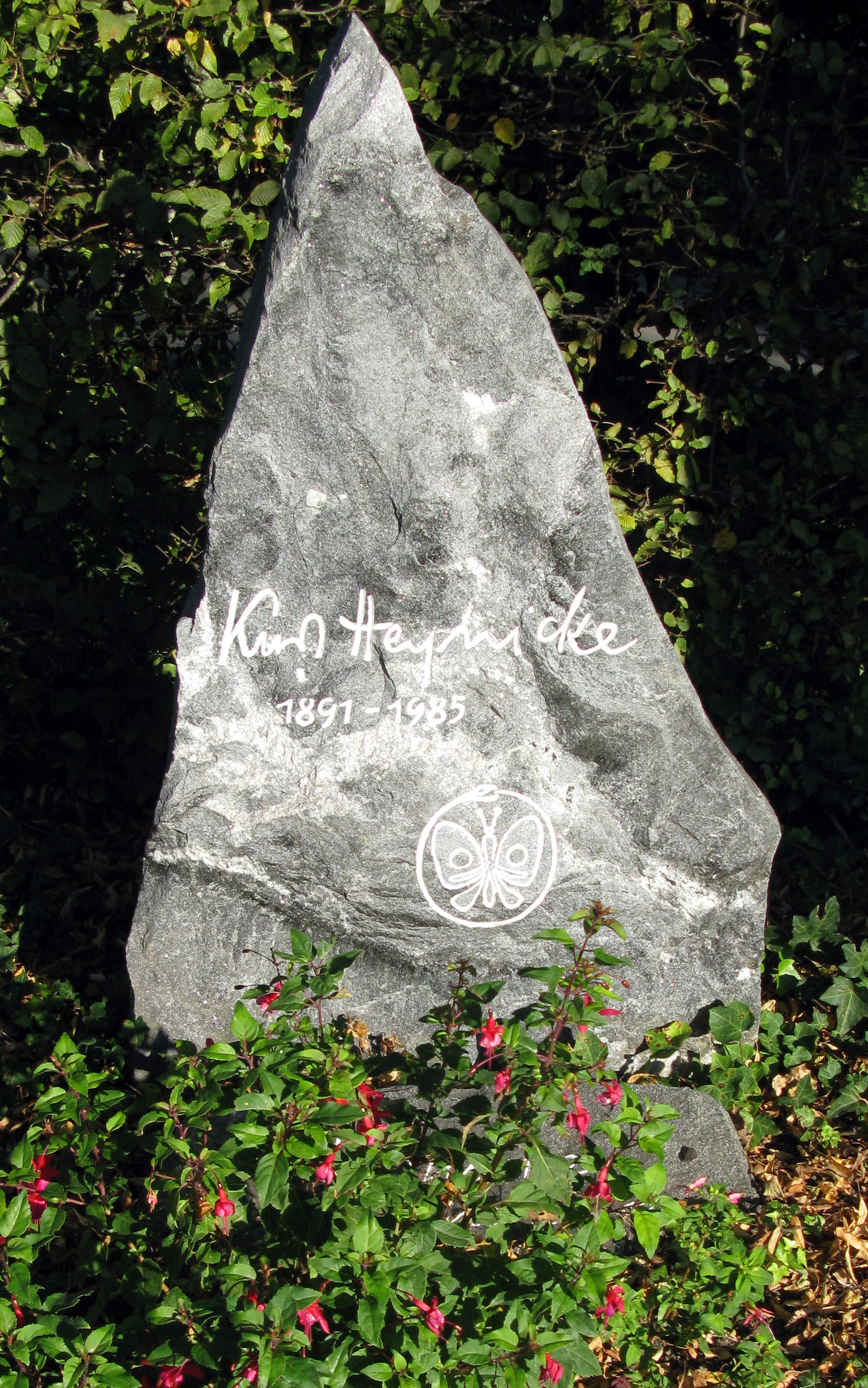
Grab von Kurt Heynicke auf dem Friedhof von Merzhausen

Kurt Heynicke war der Sohn eines Klavierbauers. Nach dem Besuch der Volksschule in Liegnitz, Dresden, Zeitz und Berlin und einer Lehre als Handlungsgehilfe arbeitete er als kaufmännischer Angestellter in einer Versicherung. Von 1914 bis 1918 nahm er als Freiwilliger im Sanitätsdienst, sowohl an der West- als auch an der Ostfront, am Ersten Weltkrieg teil. Während dieser Zeit erschienen erste Gedichte Heynickes in Herwarth Waldens Zeitschrift Der Sturm sowie in Die Schöne Rarität. Nach Kriegsende war Heynicke als Industriekaufmann und von 1921 bis 1924 als Bankangestellter tätig. Von 1924 bis 1926 war er Dramaturg am Düsseldorfer Schauspielhaus und von 1926 bis 1928 ebendort an den Vereinigten Städtischen Bühnen. Ab 1928 war Heynicke freier Schriftsteller. 1932 ging er mit dem Intendanten Heinz Hille nach Berlin. Nach der Machtergreifung 1933 war er einer der wenigen Thingspielverfasser und arbeitete dann bis 1939 als Drehbuchautor für die Ufa (siehe Werkliste). Bis zum Ende des Zweiten Weltkrieges schrieb er mehrere heiter-belanglose Romane. 1943 zog er sich nach Merzhausen bei Freiburg im Breisgau zurück. In der letzten Phase seines Lebens war Heynicke schwer sehbehindert.
Kurt Heynickes Werk umfasst Romane, Erzählungen, Essays, Gedichte, Theaterstücke, Drehbücher für Spielfilme und Fernsehspiele sowie Hörspiele. Als literarisch bedeutend gilt vor allem seine Lyrik, mit der sich Heynicke zwar als typischer Vertreter der expressionistischen Bewegung auswies, ohne jedoch deren Radikalität zu teilen. In seinen teilweise von anthroposophischem Gedankengut beeinflussten Gedichten verleiht der Autor häufig einem pantheistischen Lebensgefühl Ausdruck. – Seit den Dreißigerjahren war Heynicke Verfasser erfolgreicher Unterhaltungsromane sowie von Volksstücken in alemannischer Mundart.

## Werke

### Texte
- Rings fallen Sterne, Berlin 1917 (Digitalisat).
- Gottes Geigen, München 1918
- Konservenwurst und Liebe, Mühlhausen i. Thür. 1918
- Der Kreis, Berlin 1920
- Das namenlose Angesicht, Leipzig 1920
- Gedicht in Begegnungen von Werner Schramm, Berlin 1921
- Die hohe Ebene, Berlin 1921
- Der Weg zum Ich, Prien, Obb. 1922
- Eros inmitten, Rudolstadt 1925
- Das Meer, Leipzig 1925
- Der Prinz von Samarkand, Leipzig 1925
- Sturm im Blut, Leipzig [u. a.] 1925
- Kampf um Preußen, Leipzig 1926
- Der Tod von Menda, Berlin 1929
- Fortunata zieht in die Welt, Leipzig 1930
- Hochflut am Mississippi, Berlin 1930
- Traum im Diesseits, Berlin 1932
- Der Fanatiker von Schönbrunn, Berlin 1933
- Neurode, Berlin-Schöneberg 1934
- Der Weg ins Reich, Berlin 1935
- Das Leben sagt ja, Stuttgart [u. a.] 1936
- Frau im Haus, Berlin 1937
- Herz, wo liegst du im Quartier?, Stuttgart [u. a.] 1938
- Die Verlobungsreise, Berlin 1938
- Der Baum, der in den Himmel wächst, Stuttgart [u. a.] 1940
- Rosen blühen auch im Herbst, Stuttgart [u. a.] 1942
- Es ist schon nicht mehr wahr, Stuttgart 1948
- Der goldene Käfig, Stuttgart 1950
- Der Hellseher, Stuttgart 1951
- Ausgewählte Gedichte, Stuttgart 1952
- Die Insel der Verliebten, Hannover 1953
- Die Nichte aus Amerika, München 1955
- Die Partei der Anständigen. Das Lächeln der Apostel, Worms 1968
- Alle Finsternisse sind schlafendes Licht, Worms 1969
- Das lyrische Werk, Worms
  - 1 (1974)
  - 2 (1974)
  - 3. Alle Finsternisse sind schlafendes Licht, 1974
- Kurt Heynicke, Leonberg 1975
- Am Anfang stehen die Träume, Warmbronn 1978
- Querweltein, Forst 1984
- Jeder Tag, Herdecke 2000

### Hörspiele
- Das Meer Bearbeitung und Regie: Manfred Marlo, Komposition: Eugen Bodart, SÜWRAG, Übertragung aus Kassel, 7. Dezember 1926[1]
- Der Staatssekretär und sein Steckenpferd (Komödie) 1955 durch Mathias Neumann inszeniert.

### Filmdrehbücher
- Heideschulmeister Uwe Karsten (1933, Deutschland)
- Stjenka Rasin (Wolga – Wolga) (1936, Deutschland)
- Moskau – Shanghai (1936, Deutschland)
- Wie einst im Mai (1937, Deutschland)
- 1945: Der stumme Gast

## Auszeichnungen
- 1919: Kleist-Preis
- 1958: Schleussner-Schüller-Preis des Hessischen Rundfunks
- 1968: Reinhold-Schneider-Preis der Stadt Freiburg
- 1970: Andreas-Gryphius-Preis
- 1972: Eichendorff-Literaturpreis
- 1976: Verdienstkreuz 1. Klasse des Verdienstordens der Bundesrepublik Deutschland